# Lillian Leighton
Lillian Leighton (Auroraville, Wisconsin, 17 de maig de 1874 − Woodland Hills, (Los Angeles), 19 de març de 1956) va ser una actriu de teatre i vodevil que posteriorment inicià una carrera cinematogràfica com actriu secundària i incidentalment com a guionista sobretot durant l’època de cinema mut.

## Biografia
Lillian Brown Leighton va néixer a Wisconsin el 1874 i s'inicia en el món del periodisme. La seva experiència literària l’ajudà en el moment en què, al dedicar-se a la interpretació en el teatre i en el vodevil, fes diferents gires amb guions escrits per ella mateixa i creant la seva pròpia companyia. Va començar la seva carrera cinematogràfica el 1910 a la Selig de Chicago, i ben aviat es trobà interpretant mares, cuineres o matrones en curtmetratges d’una o dues bobines com “His First Long Trousers” (1911), “Getting Married” (1911), “Mistaken Identity” (1912) o “Murray the Masher” (1912). També va participar en una sèrie de pel·lícules sobre The Katzenjammer Kids creats a les seves tires de còmic per Rudolph Dirks, com “They Go Tobogganing” (1912) o “Unwilling Scholars” (1912), en les que interpretava el rol de la mare.
Quan la Selig es traslladà a Califòrnia, l’actriu anà cap allà participant en el serial còmic “The Chronicles of Bloom Center” (1915) en el que interpretava Mrs. Plum. En acabar-se el serial passar a treballar breument per a Vogue Comedies abans de signar per E & R Jungle Film Company en la que interpretaria la protagonista humana de les pel·lícules dels simis Napoleon i Sally com “Some Detective!” (1916) o “Uncle’s Little Ones” (1916). Posteriorment passaria a treballar per a la companyia de Jesse L. Lasky que més tard esdevindria la Paramount. Allà treballaria en diferents pel·lícules de Cecil B. DeMille, Allan Dwan o James Cruze en pel·lícules com “Joan the Woman” (1916), “Male and Female” (1919). "Forbidden Fruit " (1921) o Is Matrimony a Failure? " (1922). Amb l’arribada del sonor va continuar treballant però es retirà poc després treballant ocasionalment com a extra els darrers anys. Durant la seva carrera, Leighton va participar en unes 250 pel·lícules, i va escriure també tres guions. Grassa i de, 1,61 d'alçada, se li van donar sovint papers de personatges amb connotacions negatives, com la dolenta de la història. Lillian Leighton va morir als 81 anys el 19 de març de 1956 a la residència d'actors de Woodland Hills.

## Filmografia

### Actriu
- The Wonderful Wizard of Oz (1910)
- The Warrant  (1911)
- A Fair Exchange (1911)
- A New York Cowboy (1911)
- A Tennessee Love Story (1911)
- The Wheels of Justice (1911)
- The Two Orphans (1911)
- How They Stopped the Run on the Bank (1911)
- His Better Self (1911)
- His First Long Trousers (1911)
- Getting Married (1911)
- The Plumber (1911)
- Brown of Harvard (1911)
- A Counterfeit Santa Claus (1911)
- Paid Back (1911)
- Busy Day at the Selig General Office (1911)
- Cinderella (1912)
- The Girl He Left Behind (1912)
- The Hypnotic Detective (1912)
- The Little Match Seller (1912)
- In Little Italy (1912)
- The Brotherhood of Man (1912)
- The Other Woman (1912)
- The Katzenjammer Kids (1912)
- The Stronger Mind (1912)
- They Go Toboganning (1912)
- They Plan a Trip to Germany (1912)
- They Entertain Company (1912)
- They Go to School (1912)
- The Part of Her Life (1912)
- School Days (1912)
- Mistaken Identity (1912)
- Unwilling Scholars (1912)
- [he Arrival of Cousin Otto (1912)
- Murray the Masher (1912)
- The Pennant Puzzle (1912)
- The Three Valises (1912)
- A Detective's Strategy (1912)
- The Borrowed Umbrella (1912)
- Bread Upon the Waters (1912)
- An International Romance (1912)
- My Wife's Bonnet (1912)
- Where Love Is, There God Is Also (1912)
- Tempted by Necessity (1912)
- The Awakening (1912)
- Where Love Is, There God Is Also (1912)
- The Fire Cop (1912)
- A Near-Sighted Cupid (1912)
- Steak and Onions (1913)
- A Curious Family (1913)
- Prompted by Jealousy (1913)
- The Cowboy Editor (1913)
- The Clue (1913)
- Poison Ivy (1913)
- The Empty Studio (1913)
- Sweeney and the Million (1913)
- The Collector of Pearls (1913)
- The Fugitive (1913)
- Turn Him Out (1913)
- Cured of Her Love]' (1913)
- A Midnight Bell (1913)
- Sweeney and the Fairy (1913)
- The Gold Brick (1913)
- A Jolt for the Janitor (1913)
- Sweeney's Dream (1913)
- Two Artists and One Suit of Clothes (1913)
- Henrietta's Hair (1913)
- Borrowing Trouble (1913)
- The Tide of Destiny (1913)
- The Quality of Mercy (1913)
- A Message from Home (1913)
- The Cipher Message (1913)
- The College Chaperone (1913)
- The Old vs. the New (1914)
- Bringing Up Hubby (1914)
- King Baby's Birthday (1914)
- The Speedway of Despair (1914)
- The Story of Venus (1914)
- The Story of Cupid (1914)
- Red Head Introduces Herself (1914)
- Red Head and Ma's Suitors (1914)
- The Mother of Seven (1914)
- Two Girls (1914)
- The Taint of Madness (1914)
- Castles in the Air (1914)
- Somebody's Sister (1914)
- The Captain's Chair (1914)
- The Empty Sleeve]' (1914)
- Did She Cure Him? (1914)
- The Substitute Heir (1914)
- The Jungle Samaritan (1914)
- When a Woman's 40 (1914)
- The Decision of Jim O'Farrell (1914)
- The Harbor of Love (1914)
- Oh! Look Who's Here! (1914)
- You Never Can Tell (1914)
- The Man Hater (1914)
- The Tonsorial Leopard Tamer (1914)
- At the Transfer Corner (1914)
- No Wedding Bells for Her (1914)
- Cupid Turns the Tables (1914)
- [he Mysterious Black Box (1914)
- A Surprise Party (1914)
- One Kiss (1914)
- The Tail of a Coat (1914)
- No Wedding for Her (1914)
- Bringing Up Baby (1914)
- Wipe Yer Feet (1915)
- The Strenuous Life (1915)
- She Wanted to Be a Widow (1915)
- The Lady Killer (1915)
- Why Billings Was Late (1915)
- The Clam-Shell Suffragettes (1915)
- Two Women and One Hat (1915)
- Man Overboard (1915)
- At the Mask Ball (1915)
- The Strategist (1915)
- The Onion Patch (1915)
- The Awful Adventures of an Aviator (1915)
- The Chronicles of Bloom Center (1915)
- Landing the Hose Reel (1915)
- Shoo Fly (1915)
- A Thing or Two in Movies (1915
- Perkin's Pep Producer (1915)
- When the Circus Came to Town (1916)
- Small Town Stuff (1916)
- Apple Butter (1916)
- He Thought He Went to War (1916)
- Some Detective! (1916)
- Napoleon and Sally (1916)
- Haunted (1916)
- The Grasp of Greed (1916)
- Uncle's Little Ones (1916)
- Witchcraft (1916)
- The Plow Girl (1916)
- Joan the Woman (1916)
- Betty to the Rescue (1917)
- Castles for Two (1917)
- The Prison Without Walls (1917)
- Over the Garden Wall (1917)
- No Place Like Home (1917)
- The Tides of Barnegat (1917)
- Mr. Bingo, the Bachelor (1917)
- Everybody Was Satisfied (1917)
- Freckles (1917)
- Romance and Roses (1917)
- Bill and the Bearded Lady (1917)
- The Little American (1917)
- The Hostage (1917)
- I Hear Her Calling Me (from the Heart of Africa) (1917)
- The Ghost House (1917)
- The Devil-Stone (1917)
- In After Years (1917)
- Old Wives for New (1918)
- Till I Come Back to You (1918)
- Her Country First (1918)
- The Road Through the Dark (1918)
- A Lady's Name (1918)
- The Married Virgin (1918)
- Secret Service (1919)
- Men, Women, and Money (1919)
- Louisiana (1919)
- Poor Relations (1919)
- Male and Female (1919)
- A Girl Named Mary (1919)
- Peg o' My Heart (1919)
- All of a Sudden Peggy (1920)
- Thou Art the Man (1920)
- The Dancin' Fool (1920)
- The Thirtieth Piece of Silver (1920)
- The House of Toys]' (1920)
- The Week-End (1920)
- The Jack-Knife Man (1920)
- What Happened to Jones (1920)
- The Prince Chap (1920)
- The Barbarian (1920)
- A City Sparrow (1920)
- Held by the Enemy (1920)
- A Full House (1920)
- Her Beloved Villain (1920)
- Midsummer Madness (1920)
- Forbidden Fruit (1921)
- Peck's Bad Boy (1921)
- The Lost Romance (1921)
- Crazy to Marry (1921)
- The Girl from God's Country (1921)
- Under the Lash (1921)
- Love Never Dies (1921)
- Rent Free (1922)
- The Lane That Had No Turning (1922)
- Red Hot Romance (1922)
- Tillie (1922)
- Saturday Night (1922)
- Is Matrimony a Failure? (1922)
- Wasted Lives (1923)
- Crinoline and Romance (1923)
- The Grub Stake (1923)
- Only 38 (1923)
- Hollywood (1923)
- Ruggles of Red Gap (1923)
- The Eternal Three (1923)
- The Call of the Canyon (1923)
- Phantom Justice (1924)
- Code of the Sea (1924)
- The Bedroom Window (1924)
- The Mine with the Iron Door (1924)
- $50,000 Reward (1924)
- Code of the West (1925)
- Contraband (1925)
- The Thundering Herd (1925)
- Go Straight (1925)
- Parisian Love (1925)
- In the Name of Love (1925)
- Tumbleweeds (1925)
- Sweet Adeline (1926)
- Your Husband's Past (1926)
- Torrent (1926)
- Sandy (1926)
- The False Alarm (1926)
- Be Your Age (1926)
- Lovers? (1927)
- California (1927)
- The Frontiersman (1927)
- By Whose Hand? (1927)
- The Fair Co-Ed (1927)
- Flaming Fathers (1927)
- Blow by Blow (1928)
- Fair and Muddy (1928)
- The Grand Parade (1930)
- The Last Dance (1930)
- Call of the Flesh (1930)
- Scarlet Pages (1930)
- Feet First (1930)
- The Great Meadow (1931)
- Subway Express (1931)
- The Fighting Sheriff (1931)
- Sweepstakes (1931)
- The Sign of the Cross (1932)
- The Bitter Tea of General Yen (1932)
- The Sphinx (1933)
- The Man from Monterey (1933)
- Secret Sinners (1933)
- Cleopatra (1934)
- There's Always Tomorrow (1934)
- The Painted Veil (1934)
- Behold My Wife! (1934)
- Let 'em Have It (1935)
- College Scandal (1935)
- Two Fisted (1935)
- Whipsaw (1935)
- Millions in the Air (1935)
- Small Town Girl (1936)
- Trapped by Television (1936)
- Bad Guy (1937)

### Guionista
- The Awakening (1912)
- Sweeney's Dream (1913)
- The Love of Loti San (1915)
- Uncle's Little Ones (1916)